# Grand Prix de Denain 1978
Il Grand Prix de Denain 1978, ventesima edizione della corsa, si svolse il 28 marzo su un percorso con partenza e arrivo a Denain. Fu vinto dal belga Frank Hoste della Ijsboerke-Gios davanti ai suoi connazionali e compagni di squadra Jos Jacobs e Gustaaf Van Roosbroeck.

## Ordine d'arrivo (Top 10)
| Pos. | Corridore              | Squadra                   | Tempo |
| ---- | ---------------------- | ------------------------- | ----- |
| 1    | Frank Hoste            | Ijsboerke-Gios            |       |
| 2    | Jos Jacobs             | Ijsboerke-Gios            |       |
| 3    | Gustaaf Van Roosbroeck | Ijsboerke-Gios            |       |
| 4    | Jørgen Marcussen       | Avia-Groene Leeuw         |       |
| 5    | Dirk Wayenberg         | Ijsboerke-Gios            |       |
| 6    | Walter Naegels         | Avia-Groene Leeuw         |       |
| 7    | André Mollet           | Miko-Mercier-Hutchinson   |       |
| 8    | Frans Verhaegen        | Marc Zeepcentrale-Superia |       |
| 9    | Eddy Furniere          | Avia-Groene Leeuw         |       |
| 10   | Rudi Hesters           | Avia-Groene Leeuw         |       |